# Verdurette
La Verdurette, est une petite rivière poissonneuse, dont le parcours de 22,5 km est entièrement situé sur le département de Meurthe-et-Moselle en Lorraine. Ayant des sources à Fenneviller et à Pexonne elle est l'un des principaux affluents de la Vezouze.

## Géographie
Prenant sa source à Fenneviller, la Verdurette, dont la surface du bassin est de 73 km2, parcourt 22,5 km avant de se jeter dans la Vezouze, dont elle est l'un des « deux principaux » affluents, avec la Blette.

## Communes traversées
- Fenneviller (source)
- Pexonne (source)
- Vacqueville
- Merviller
- Reherrey (écrit aussi Réhéray)
- Vaxainville
- Pettonville
- Réclonville
- Ogéviller (un pont de deux arches franchit la rivière)
- Herbéviller

## Affluents
- Le ruisseau de La Chancelière, venant de Vaxainville, il parcourt 1 km.
- La Petite-Verdurette, ruisseau ayant sa source à Neufmaisons, passe par Vacqueville, il parcourt 7 km.

## Pêche

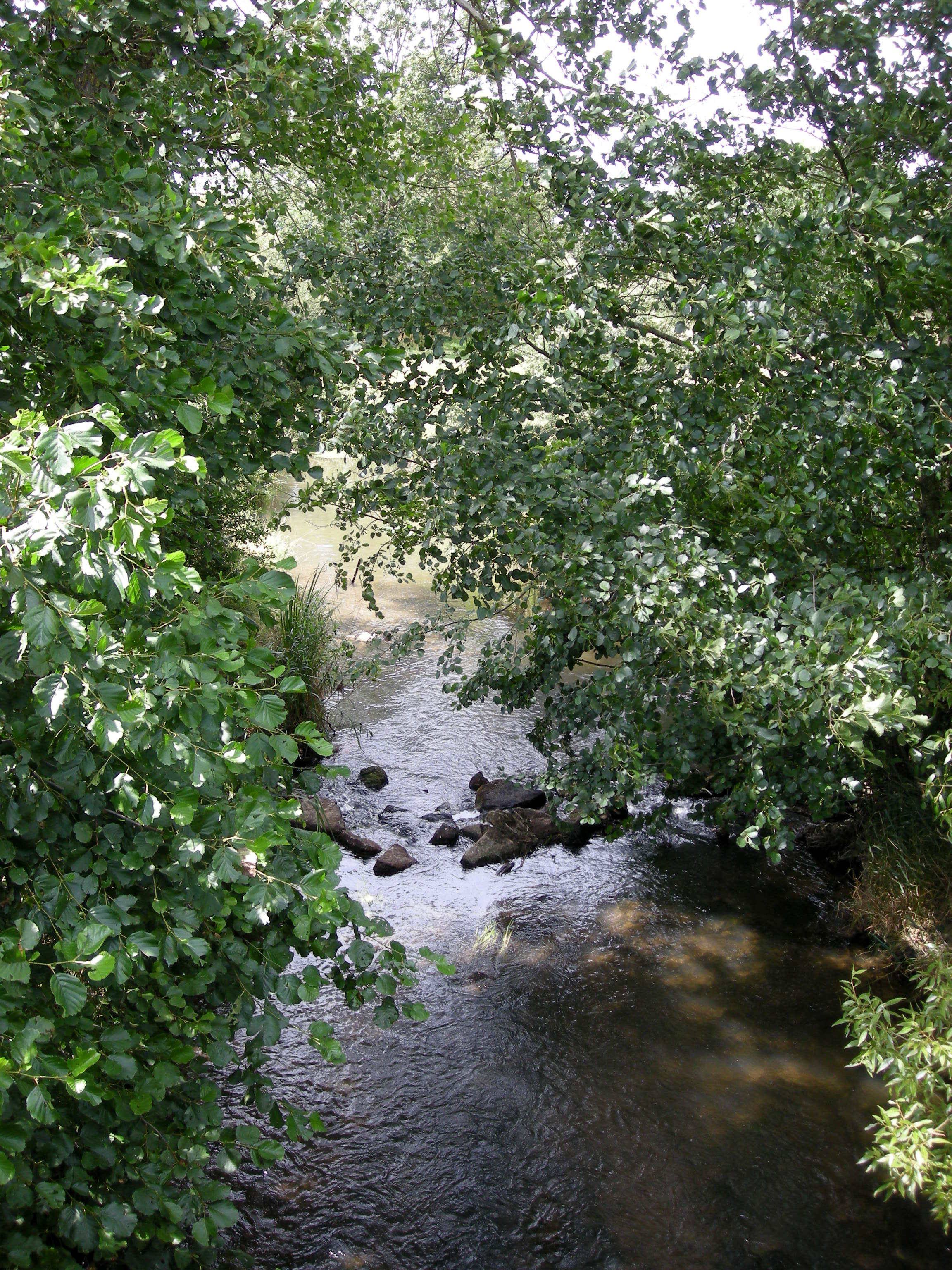
La Verdurette à Reherrey

La Verdurette est classée cours d'eau de première catégorie situé sur le domaine privé.

## Pollution
Le 14 janvier 2006, la rivière est polluée par une fuite d'hydrocarbures sur une cuve à Pexonne.

## Littérature
« Le chemin de fer de Badonviller, en quittant Baccarat, longe les murs de la belle caserne Haxo, et s'élève lentement sur les collines riveraines de la Meurthe, pour pénétrer sur un plateau verdoyant, égayé par les toits rouges des hameaux et des fermes. Le paysage serait assez monotone sans le majestueux rideau des Vosges, déroulant au premier plan de belles futaies de hêtres et, plus haut, la nappe sombre des sapinières. Une petite rivière, la Verdurette, étroite et paresseuse, se forme de maigres ruisselets descendus de ces bois. Une de ses sources est à Pexonne, sur une sorte de seuil dominant au nord le vallon de la Blette et la petite ville de Badonviller. La Verdurette, au nom d'un charme à la fois si pimpant et rustique, a pour vallée un des terroirs de prédilection de l'osier. »

— Victor-Eugène Ardouin-Dumazet, « Les petites Vosges : La vallée de la Verdurette », Voyage en France, 59e série - Les Vosges, Berger-Levrault, Paris, 1914-1917